# 桂憲一
桂 憲一（かつら けんいち、1967年1月14日 - ）は、日本の俳優。
愛媛県出身。花組芝居所属。

## 経歴
1989年（平成元年）より加納幸和主宰の劇団花組芝居に参加。以後、ほとんどの本公演に出演。

## 人物
花組芝居同期四人組(桂憲一、植本潤、大井靖彦、八代進一)でユニット「四獣(SUSHOU スーショウ)」を結成。白虎担当。
癒し系の長兄としてメンバーとファン(宝貝 バオベイ)に愛されている。

## 出演

### 舞台
2003年
- 「百鬼夜行抄」[1]
- 「夜叉ヶ池」[1]
- 「薄化粧」
- The mix party 1st presents「創る奴ら」
- クリオネプロデュース「SLEEPLESS」
- 「シャンソマニア」[1]
- 「OINARI-浅草ギンコ物語-」[1][4]

2004年
- リリパットアーミーII第41回公演「ちゃちゃちゃ〜ある洋服職人の物語〜」[5]
- 「いろは四谷怪談」[1]
- 花組芝居OFFシアター「その鉄塔に男たちはいるという」[1]
- 「和宮様御留」[1]
- 「34丁目の奇跡〜Here's Love〜」

2005年
- G-up presents vol.2「..Brains..」
- 花組HON-YOMI芝居「盟三五大切」[1]
- 「極猫大騒動 ゴクネコ mad cats' panic」[1]
- 「鏡花まつり」(泉鏡花の草迷宮)[1]

2006年
- 「ザ・隅田川」[1]
- 「和宮様御留」[6]
- 「百鬼夜行抄2」[1]
- ハナオフ第3回公演「相対的浮世絵」[1]

2007年
- 花組芝居20周年記念企画第1弾「落語＋(ぷらす)」
- 「かぶき座の怪人」[1]
- 「シラノ・ド・ベルジュラック」
- 「KANADEHON忠臣蔵」[1]

2008年
- NAO-TA!プロデュースvol.5「ribbon」[7]
- BoroBon企画〜ハナオフ＋うさぎ庵Vol.6〜「男たちのお料理教室」[8]
- 「怪談 牡丹燈籠」[1]

2009年
- 「泉鏡花の夜叉ケ池」[1]
- さよならシアタートップス 最後の文化祭 泪目銀座「中村トーイズ」
- ラックシステム15周年記念公演第二弾「お祝い」[9]
- 花組四獣同期四人花組芝居在籍二十周年記念企画 ハナオフ「ワンダーガーデン」[1]
- 「ナイルの死神」[1]

2010年
- NAO-TA!プロデュースvol.6「rit.」[7]
- 花組ヌーベル第3回公演「ハイ・ライフ」[1]
- 「花たち女たち」[1][10]

2011年
- NAO-TA!プロデュース LIVE「poco a poco〜ここはどこ〜」
- NAO-TA!プロデュースVol.7「Poco a Poco」[7]
- 「聖stひばり御殿」[1][11]

2012年
- 玉造小劇店配給芝居vol.9「ワンダーガーデン」[12]
- 花組HON-YOMI芝居「天守物語」[1]
- はんなりラヂオプロデュースその3「はんなり☆夏語り」
- 「菅原伝授手習鑑」[1][13][14][15][16][17]

2013年
- 笛井事務所第1回公演「友達」[18]
- 花組HON-YOMI芝居「婦系図」[1]
- BoroBon企画公演 MONO-ZuKi vol.1「うぶな雲は空で迷う」
- WAKUプロデュースvol.18「手つかずの空〜Little Wing 2013〜」[19]
- 「怪誕身毒丸」[1]

2014年
- 玉造小劇店配給芝居vol.13「洋服解体新書」[20][21]
- はんなりラヂオプロデュースその4「はんなり☆夏語り〜天〜」[22]
- 花組HON-YOMI芝居「南北オペラ」[1]
- 四獣×玉造小劇店配給芝居「イージーオーダーThe Musical」[23][2] [24]
- 笛井事務所第4回公演「友達」[18]
- 「夢邪想」[1]

2015年
- 四獣×玉造小劇店配給芝居「イージーオーダーThe Musical」[23]
- 玉造小劇店配給芝居vol.16「ひとり、独りの遊戯」[25]
- WAKUプロデュースvol.20「ただいま またね〜home2015」[26]
- 「毛皮のマリー」[1][27]

2016年
- ぼろぼん忌 MONO-ZuKi vol.2「なるべく派手な服を着る」[1]
- 「津賀寿の会」

2024年
- 「みーちゃんの復活」[28]
- 「雲を掴む」[29]
- 「裏十八番の内 鼓」[30]
- 花組ペルメル vol.1「長崎蝗駆經 〜岡本綺堂『平家蟹』による〜」[31]

2025年
- 舞台「十二人の怒れる男たち」[32]
- 花組ヌーベル ミュージカル「平家蟹」[33]

### テレビドラマ
- 特命係長「只野仁」第9話（2003年） - 佐藤茂樹 役
- NHK月曜ドラマシリーズ「ハチロー〜母の詩、父の詩〜」（2005年）- 白川六郎 役
- ドラマ30「お・ばんざい!」（2007年）

### 映画
- 押繪と旅する男 （1991年）
- 黒い家 （1999年） - 金石克己 役
- 模倣犯 （2002年） - 鳥居刑事 役
- 間宮兄弟 （2006年） - 犬上先生 役
- 魍魎の匣 （2007年） - 陰惨な目の男 役
- 日本のいちばん長い日（2015年） - 吉積正雄 役

### CM
- ファンケル「発芽米」（2004年）
- アメリカンホームダイレクト（2004年）
- ケンタッキーフライドチキン （2014年）
- Honda ミニバンシリーズ 「スノードーム」篇（2014年 2016年）

### 雑誌
- 猫の手帖（2004年）

## 参照
- 電脳版 花組通信(劇団花組芝居公式サイト)
- 玉造小劇店